# 永和秀朗王厝
永和秀朗庄王厝，永元路東面秀朗路北面，早年永和人口還不是很多時，聚落很少。大部分地區都是竹林或農田 和永和劉家與永和蔡家為鄰 附近皆為他們的土地；王厝是王姓人家群居處，日據時期由三峽遷至永和，所形成的聚落，約在今日的秀朗路二段91巷裡，現址已高樓林立，無法想像昔日稻田飄香的模樣。
光緒十四年（1888年），王厝祖先移居至台灣石頭溪今樹林柑園一帶落地生根，並將家族信仰「廣澤尊王」〈保安尊王、郭聖王、聖王公〉恭請進入臺灣。王氏公厝的先祖，除供奉家族神袛外，也供奉當地的信仰「龍山寺觀音佛祖」〈四股媽、秀朗媽〉。
昭和六年（1931年），王家三大房由石頭溪王氏公厝移居至中和鄉秀朗庄，也就是現今的永和秀朗，並將所供奉的信仰一並遷入。。
每年的農曆八月二十二日，除了慶祝廣澤尊王聖誕外，也是王厝宗親的聚會日，藉此聯絡感情、相互砥礪。而每八年輪石頭溪值年時，即殺豬公、拜神，祭祀觀音佛祖，最近一次祭祀為民國九十六年。
王氏祖厝舊址約在現今永和永元路圓環附近的長虹華府社區，目前高樓林立，無法想像昔日四處稻田飄香的模樣。民國九十九年農曆三月二十三日，王厝宗親會開始以「永和秀朗王厝鳳山寺保安廣澤尊王」之名義，參與秀朗庄秀朗媽聖誕迎尪公遶境等活動。